# بيتر وود (كاتب أغاني)
بيتر وود (بالإنجليزية: Peter Wood)‏ هو كاتب أغاني بريطاني، ولد في 9 أبريل 1950 في ميدلسكس في المملكة المتحدة، وتوفي في ديسمبر 1993 في نيويورك في الولايات المتحدة.

## وصلات خارجية
- بيتر وود على موقع ميوزك برينز (الإنجليزية)
- بيتر وود على موقع أول ميوزيك (الإنجليزية)
- بيتر وود على موقع ديسكوغز (الإنجليزية)